# Delcam
 Delcam Es un proveedor de adelantado CAD/software de CAM para la industria de fabricación.
La compañía ha crecido firmemente desde que fue fundada formalmente en 1977, después del trabajo de desarrollo inicial en la Universidad de Cambridge, Reino Unido.
Es ahora un desarrollador global de diseño de producto y fabricado software, con filiales y empresas conjuntas en América del Norte, América Del sur, Europa y Asia con un personal total de más de 800 personas y el soporte local proporcionado de más de 300 oficinas de reventa en todo el mundo.  Fue listado en la Bolsa de valores de Londres hasta el 6 de febrero de 2014, cuando fue adquirido por Autodesk.
Ahora opera como una subsidiaria de propiedad total de forma independiente de Autodesk.

## Historia

### Visión general
En 1965, Donald Welbourn

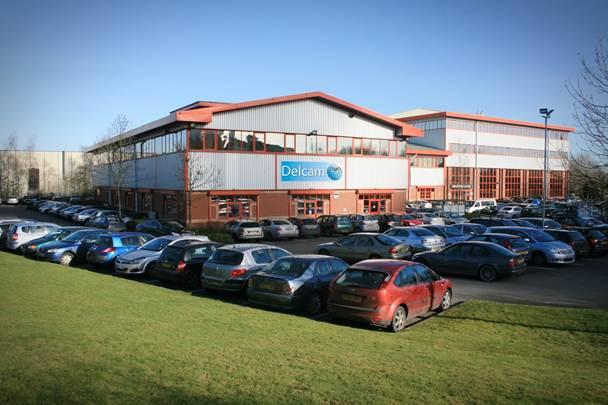
Sede de Delcam Ltd. En Birmingham

Vio la posibilidad de utilizar ordenadores para ayudar a los fabricantes de patrones a solucionar los problemas de la difícil modelación de las formas 3D. Persuadió al Consejo de Búsqueda de la Ciencia para apoyar la investigación en el Departamento de Ingeniería de la Universidad de Cambridge. El patrocinio inicial fue proporcionado por Ford y Control Data en Alemania, cuyos clientes incluyeron Volkswagen y Daimler-Benz. En 1974 el Grupo de Delta secundó Ed Lambourne (ahora Director Técnico en Delcam) al Equipo de Cambridge. Después que Lambourne regresara a Delta, un centro de desarrollo se estableció en Birmingham en 1977.
En 1989, la compañía fue adquirida por el Grupo Delta en una compra dirigida por el Director Gerente Hugh Humphreys y Ed Lambourne. La compañía fue rebautizada Delcam International en 1991 y se trasladó a una nueva oficina especialmente diseñada en Small Heath. En julio de 1997, Delcam Ltd estuvo en el Mercado de Inversión Alternativo para expandir operaciones internacionales y aumentar el desarrollo de inversión.
La compañía ahora cuenta con alrededor de 300 oficinas a las que asisten 90,000 usuarios en todo el mundo con una facturación anual de sobre 100 millones de libras con el equipo de desarrollo más grande en la industria.
Clive Martell fue director ejecutivo desde agosto de 2009.
En febrero de 2015, Pete Baxter, vicepresidente anterior de ventas y director en el país para Autodesk en el Reino Unido, fue nombrado vicepresidente.

### Fechas claves

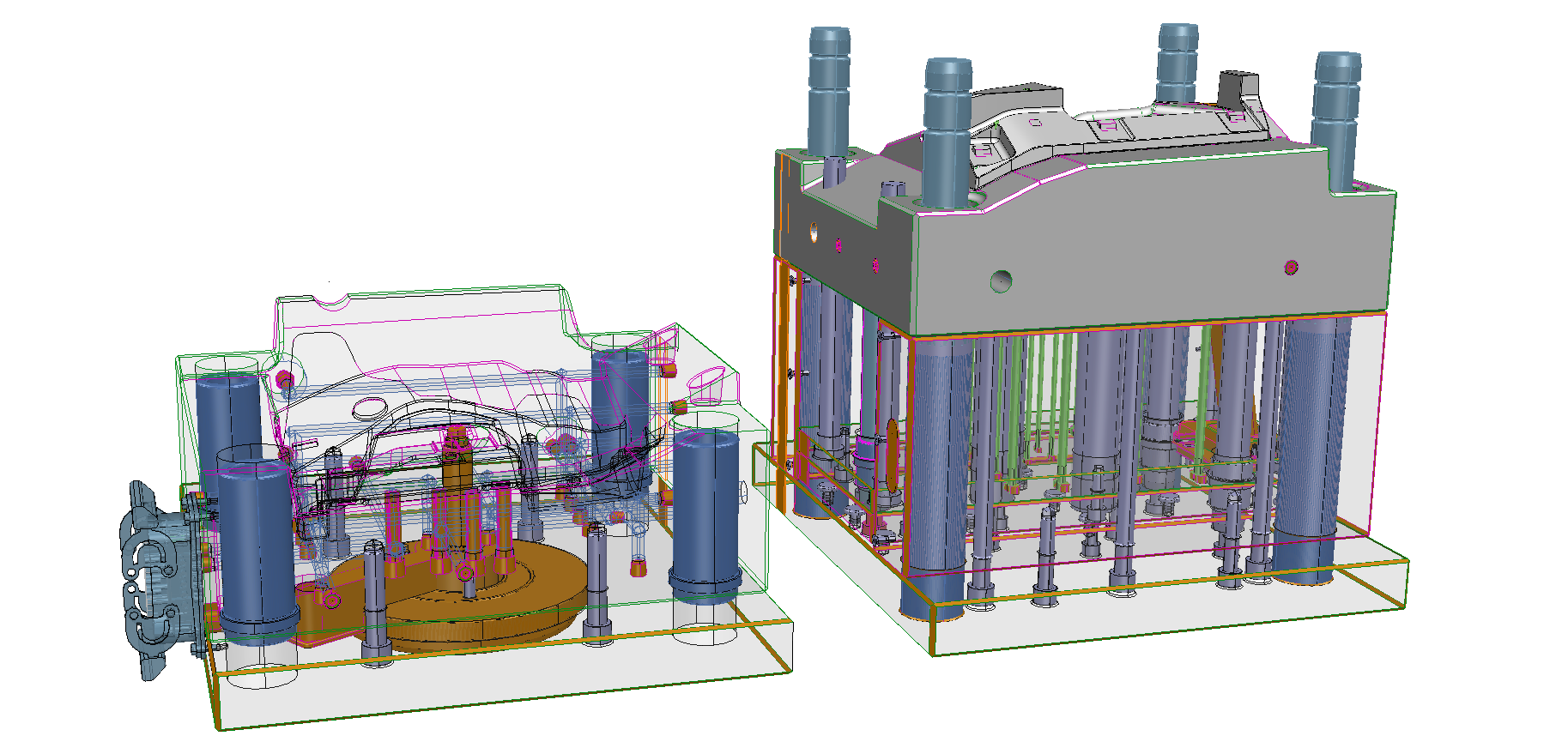
3D modelo de un molde de PowerSHAPE

## Productos

### Soluciones de Fabricación adelantada
PowerSHAPE

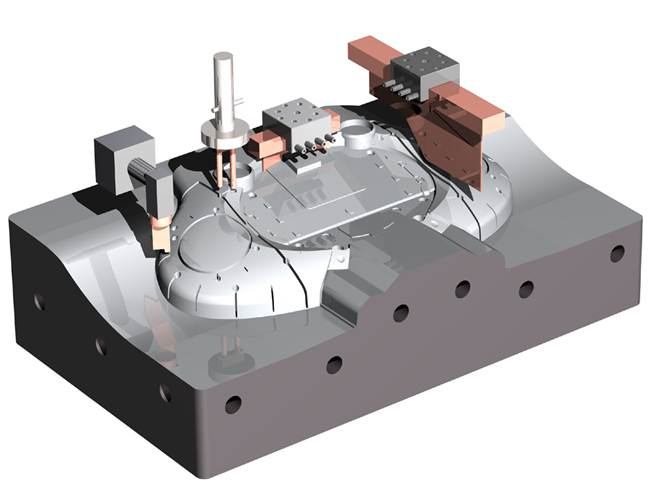
Render De 3D modelo asamblea en PowerSHAPE.

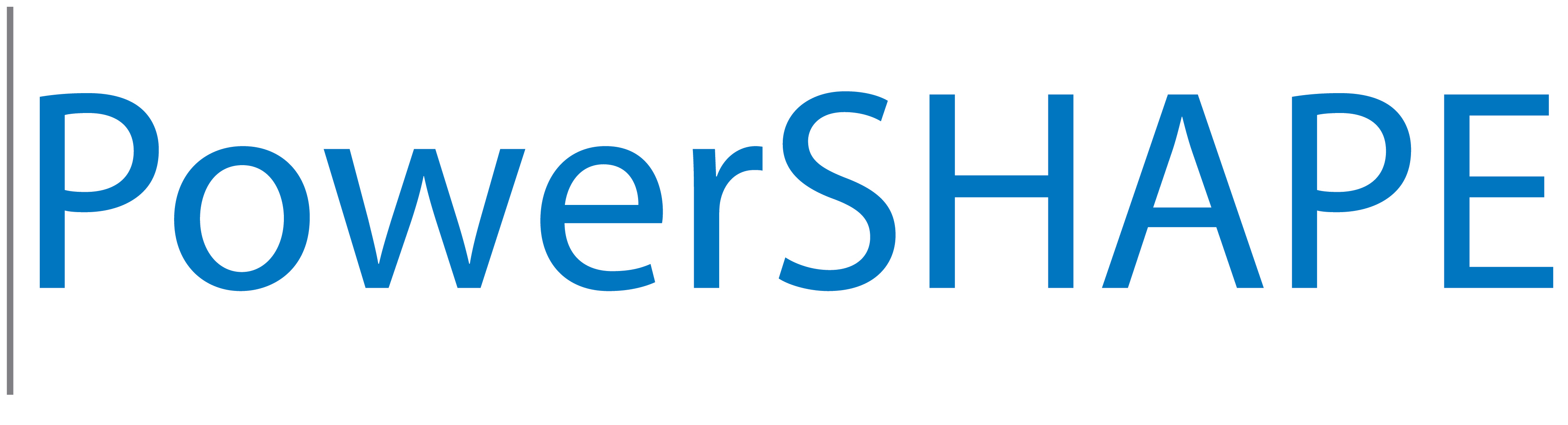

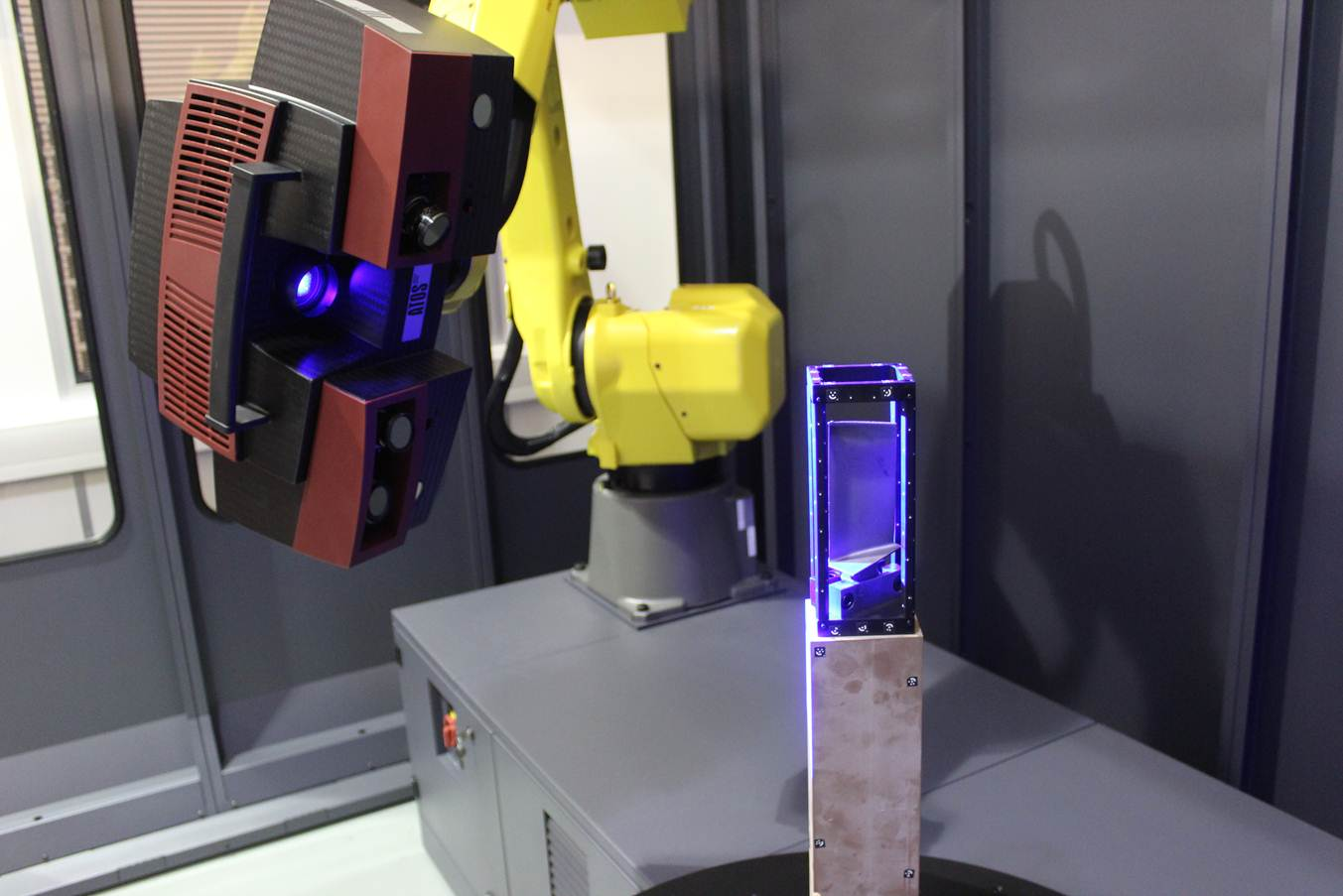
Escáner de robot que utiliza PowerINSPECT.

Es una solución 3D CAD (Diseño Asistido por ordenador) que funciona en Windows de Microsoft, la cual se utiliza para el diseño de modelos 3D complejos que utilizan superficies, sólidos y triángulos. El software permite la importación de datos de nubes de puntos 3D para realizar ingeniería inversa en modelos 3D.
PowerSHAPE se utiliza para una gran variedad de aplicaciones, incluido el modelado para la fabricación, el diseño de electrodos, la fabricación de moldes y herramientas.
El código de PowerSHAPE se origina del DUCT software.
PowerMILL
Una solución CAM para la programación de trayectorias de herramientas para Fresado CNC de 2 a 5 ejes (Control Numérico por Computador).
PowerINSPECT

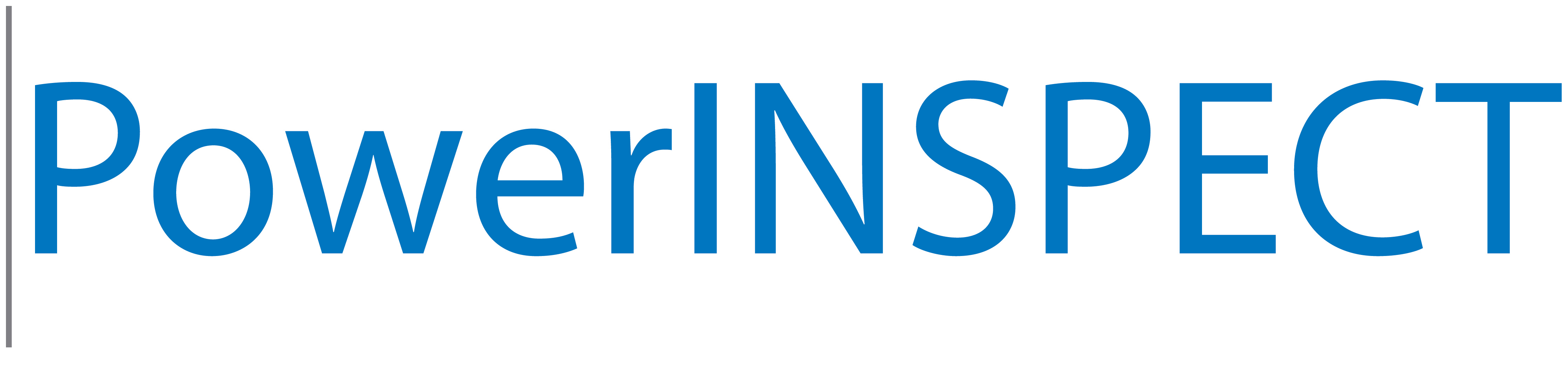

Un paquete de solución de inspección basado en CAD para usar con muchos tipos de hardware de inspección, incluidas MMC manuales y CNC, brazos portátiles, dispositivos de medición óptica y máquinas herramienta CNC (OMV). Desarrollado para su uso en Microsoft Windows, el software se vende a una amplia gama de industrias.
En 2004, Delcam ganó el premio Queen's a la innovación por PowerINSPECT y en 2008 PowerINSPECT fue el segundo producto más vendido de Delcam.
PowerMILL Interfaz de robot
Un paquete de software para la programación de robots mecanizados con hasta 8 hachas.
FeatureCAM

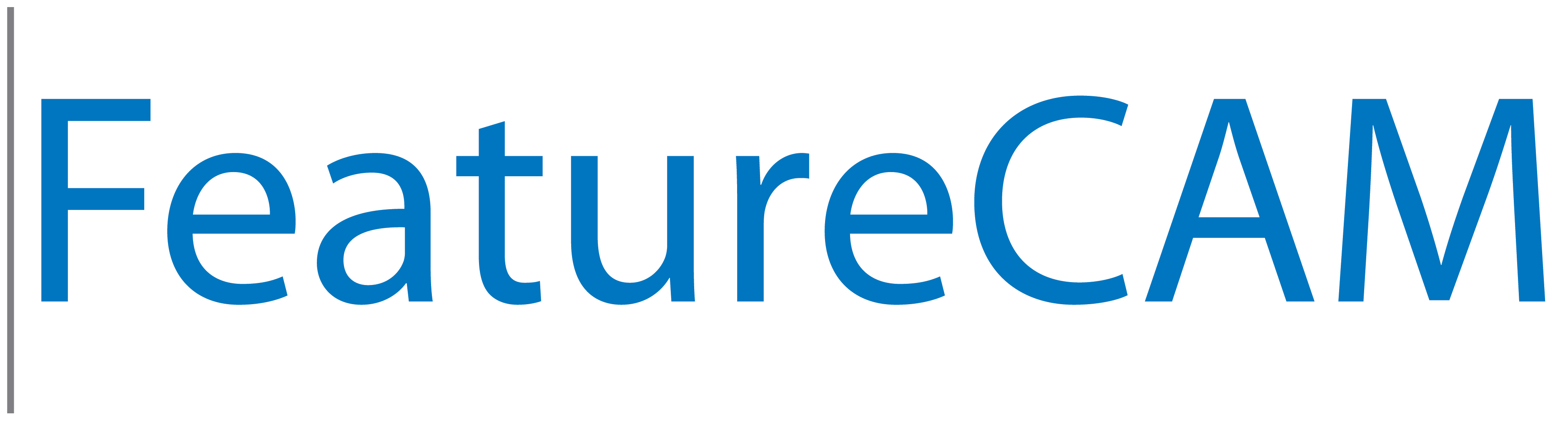

Una solución CAM basada en funciones para fresado, torneado y electroerosión por hilo.
PartMaker
Un software CAM para la programación de equipos de torneado, molinos alimentados por barras y tornos tipo suizo.
Delcam Para SolidWorks
Una solución de CAM basada en PowerMILL y FeatureCAM incorporada en SolidWorks.
Delcam Exchange
Un traductor de datos CAD para leer y escribir todos los archivos de formato CAD de uso común.
Delcam Electrode
Un software integrado dentro de PowerSHAPE para la generación automática de modelos de electrodos sólidos para electroerosión con generación de trayectoria de herramienta opcional en PowerMILL.

### Soluciones de metrología
Verificación en la máquina

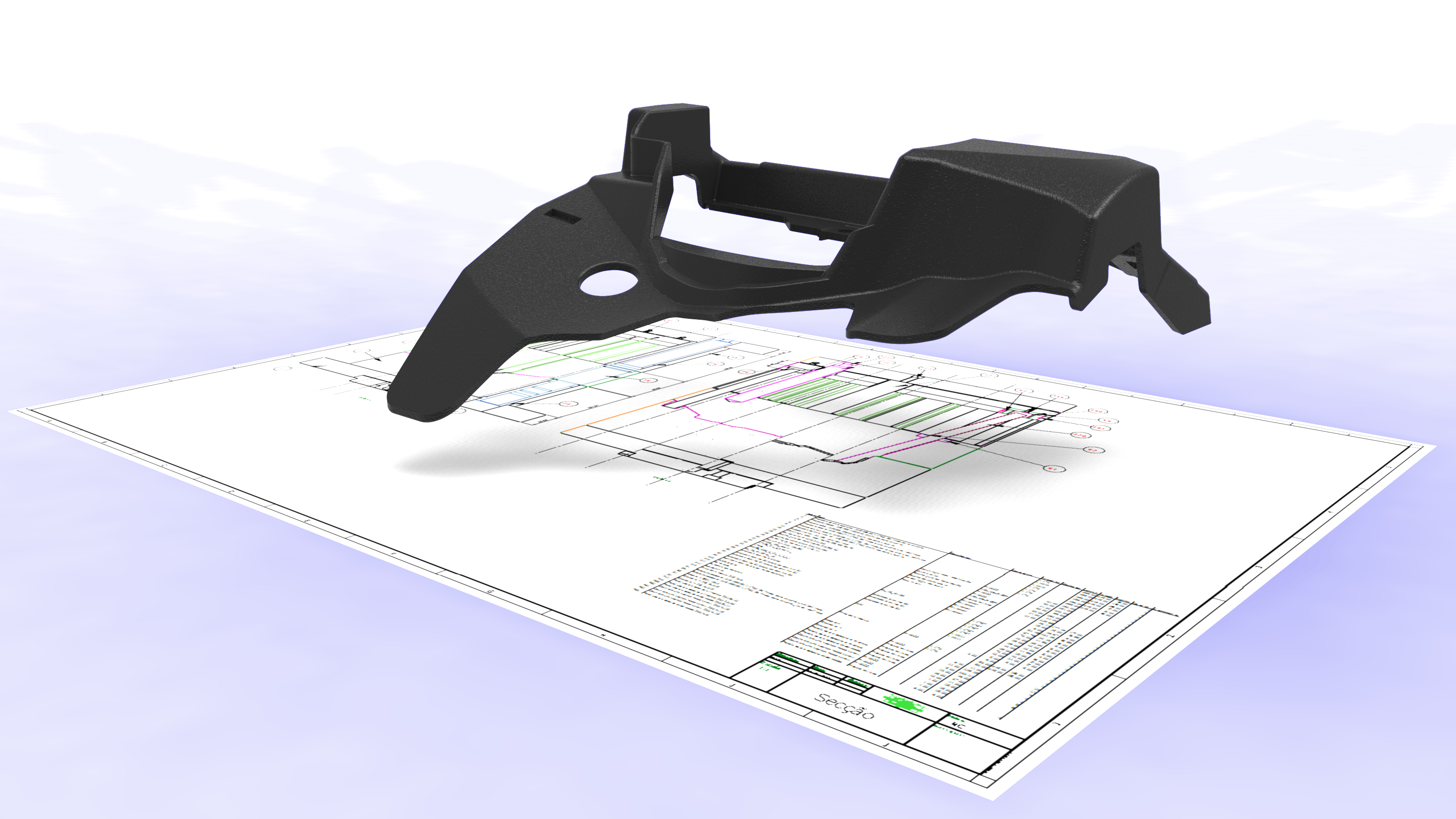
3D Rendered modelo de PowerSHAPE

Un paquete para la medición de piezas complejas directamente en las herramientas de máquina.

### SolucionesArtísticas de CADCAM
ArtCAM JewelSmith
Una solución especializada en diseño y fabricación 3D para joyeros.
ArtCAM Pro
Una solución completa para el diseño y fabricación de ilustraciones 2D y relieves 3D.
ArtCAM Insignia
Es para el diseño a nivel de producción y la fabricación de ilustraciones 2D y relieves 3D.
ArtCAM Express
Es un diseño introductorio de coste bajo y solución mecanizada.
Después de la adquisición por parte de Autodesk en 2014, la marca Artcam se suspendió. Sin embargo, el software aún existe y tiene licencia con otro nombre: 'Carveco'.

### Soluciones de calzado
OrderManager
Es una herramienta de gestión de flujo de trabajo basada en la web para rastrear pedidos de forma remota.
OrthoMODEL
Es un paquete de software para el diseño de hecho de encargo orthotic insoles.
OrthoMILL
Es un paquete de software para la fabricación de hecho de encargo orthotic insoles.
iQube Scanner
Es un escáner de pie, reparto de yeso y foambox.
LastMaker
Es un paquete de software para la última modificación 3D y la última calificación 3D.
Shoemaker
Es un paquete de software para el diseño 3D de calzado.
SoleEngineer
Es un software para la ingeniería y clasificación de suelas 3D.
Engineer Pro
Es un software para la ingeniería y clasificación de patrones 2D.
PatternCut
Es un software para anidar y cortar piezas de patrones 2D.
KnifeCut
Es un software para el anidado y corte de piezas de patrones 2D para máquinas de corte por proyección.
ShoeCost
Es un software para el cálculo del coste total del calzado.
TechPac
Es un paquete de software de documentación técnica.

## Premios
1991
Queen's Award de Comercio Internacional.
2003
Queen's Award a la Innovación otorgado por ArtCAM.
2004
Queen's Award a la innovación otorgado por PowerINSPECT.
2005
Queen's Award de Comercio Internacional.
2010
Queen's Award a la innovación otorgado por software CADCAM dental.
2011
Queen's Award de Comercio Internacional.
2011
Premio Ringier a la innovación tecnológica por 'Delcam for SolidWorks' de International Metalworking News
2012
Premio de la industria de fabricación de MTA a la mejor asociación de proveedores por su relación con Coventry Engineering Group.
2014
Premios MWP 2014 - Mejor CADCAM o sistema de control.
2014
Asian Manufacturing Awards 2014 - Mejor proveedor de sistemas CAM.

## Programa de licenciado
Delcam opera un esquema de desarrollo para graduados en ingeniería y software. El programa de posgrado consta de cinco rotaciones de 10 semanas en diferentes funciones de la empresa. Las funciones incluyen servicios profesionales, soporte internacional, marketing, ArtCAM, PowerINSPECT y capacitación. Los graduados también tienen la oportunidad de trabajar en Delcam USA en Filadelfia o Salt Lake City.

## Boris
El logotipo de Delcam incorpora una araña modelada por computadora llamada Boris. Esto se produjo como un experimento para renderizar pelos en el software CAD de Delcam en 1984. Al ver una versión mecanizada en una feria, el director general Hugh Humphreys decidió llevársela a casa y usarla dentro del logotipo de la empresa.